# Robotboy
Robotboy este un serial animat de televiziune creat de Jan Van Rijsselberge și produs de Alphanim pentru Cartoon Network Europe și France 3 în asociere cu LuxAnimation și Cofinova 1 în primul sezon. Serialul urmărește aventurile unui robot vorbitor, Robotboy, un prototip de robot superavansat, trimis să locuiască împreună cu Tommy Turnbull și prietenii lui pentru a nu cădea în mâinile maleficului Dr. Kamikazi, care vrea să-l folosească pe Robotboy pentru scopurile lui malefice.
Serialul a avut premiera pe 1 noiembrie 2005 în Regatul Unit pe Cartoon Network. În Statele Unite serialul a avut avanpremiera pe 28 decembrie 2005 ca parte a maratonului Cartoon Network "Sneak Peek Week" pentru blocul său de programe de sâmbătă dimineața, cu premiera oficială având loc mai târziu pe 14 ianuarie 2006. A fost difuzat în decursul a două sezoane cu 52 de episoade și 104 segmente. Tot serialul a fost încărcat pe YouTube în canalele respective în limbile engleză și franceză ale serialului.

## Personaje principale
- Robotboy este un super robot bate-tot cu trei moduri de funcționare distincte: Dezactivat, Activat și Superactivat. Pe lângă faptul că este incredibil de rezistent și aproape indestructibil, Robotboy are un cip emoțional care îl face să gândească și să simtă ca un băiat adevărat.

- Tommy Bucluc (Tommy Turnbull în engleză) este posesorul de 11 ani în prezent a lui Robotboy. Nu-l arată la nimeni decât celor 3 prieteni de la început, când l-a primit. Are cunoștințe de mecanică robotică.

- Doney Bucluc este fratele răutăcios al lui Tommy. Îl bate mereu pe fratele său, încurajat de tatăl său.

- Augustus "Gus" sau "G-man" Bachman Turner este cel mai prost dintre cei 3 prieteni a lui Tommy. Nu are nici o cunoștință în robotică. Se gândește doar la mâncare. Nu are igienă personală, locuind cu cei doi părinți cu accent de fermieri ai lui. Primește note proaste la școală la toate materiile.

- Lola Mbolắ este prietena lui Tommy. Se pretinde iubita lui. Tommy nu răspunde cu același sentiment pentru că iubirea vieții lui este Bambi. Nu a apărut deloc mama lui Lola.

- Profesorul Moshimo este un robotolog complet, inventatorul lui Robotboy și cunoscătorul secretului superactivării locuiește în baze secrete în munți, sub apă sau în aer cu partenera sa Miumiu.

- Miumiu este asistenta lui Moshimo. Locuiește cu el în bazele secrete. A făcut algoritmul informatic al lui Robotboy.Ea este de origine japoneză.

- Dr. Kamikazi este un fost pasionat de roboți care s-a transformat în criminal. Are nevoie de Robotboy pentru a conduce lumea.

- Constantin este majordomnul sentimental al lui Kamikazi. Vine cu planuri simple dar totuși mai eficiente pentru a-l prinde pe Robotboy.

## Personaje secundare
- Santa Claus îl urăște pe Gus și l-a ajutat pe Tommy să-l învingă pe Kamikazi.

- Booker este un băiat orfan de la Casa pentru copiii părăsiți fără casă. La sfârșitul singurului episod în care a apărut a fost adoptat de noi părinți.

- Robotgirl este versiunea feminină a lui Robotboy, are un algoritm informatic asemănător și o formă la fel de asemănătoare cu Robotboy. Nu știe prea multe fiind nouă.

- Robotman este versiunea adultă a lui Robotboy, posedă o putere incredibilă, autoactivare și este programat pentru protecția strictă a lui Tommy.

- Protoboy este prima versiune a lui Robotboy, posedă puteri egale cu Robotboy, dar nu poate diferenția răul de bine. Cablul de alimentare de la baterie a fost deconectat de Constantin când Protoboy a vrut să-l ochiască pe Kamikazi cu mitraliera.

- Magicianul Phelonius Hex este un magician care din cauza lui Gus are o carieră de medic dar când pacientul este Gus el se răzbună dar Gus era pentru prima dată la un spectacol de magie.

- Björn Björnson este proprietarul unui robot numit Björn-Bot și încearcă să-l distrugă pe Robotboy ca robotul său să devină cel mai bun. N-a apărut nici o dată tatăl lui Björn.

- Mama Björnson este mama lui Björn Björnson.

- Ambasadorul Mbolắ este tatăl lui Lola, de origine africană.

- Jebedaiah și Hester Turner sunt părinții lui Gus. Au un accent de fermier fiecare, neavând timp pentru Gus. Locuiesc cu Gus într-o casă mare veche.

- Margaret (Profesor) este profesorul clasei lui Tommy , Lola și Gus.

- Kurt este un băiat ce se crede șmecher cu cei 2 amici ai lui. Este bogat având o casă modernă cu 6 etaje în care locuiește cu tatăl său. Nu a apărut nici o dată mama lui Kurt.

- Tatăl lui Kurt este un agent guvernamental. Nu este rău, dar îl crede rău pe Robotboy dorind să-l captureze pentru ca șeful său să-i acorde o avansare.
- Afonzügel este un barbat slab si pitic, dar, si foarte bogat, acesta il vrea pe Robotboy, ca sa-l dezmembreze, pentru a se razbuna pe fostii sai prieteni din tabara.

## Tehnologia și armamentul lui Robotboy
Robotboy este echipat complet pentru orice situație:
- O armă cu azot lichid compresat în mâna dreaptă;
- Un tun de cerneală pentru a demasca țintele invizibile în mâna stângă;
- Propulsoare de zbor cu nitrometan în fiecare picior;
- Raze laser din ochi;
- Sistem de redare a discurilor vechi până la DVD-uri;
- Capacitatea de a dezvolta emoții:

1. Plânge cu ulei în loc de lacrimi
2. Zâmbește ca orice robot cu chip emoțional
3. Se încruntă când este nervos
4. Își mărește un ochi când este confuz

- Cârlig de agățat;
- Capacitatea de a primi date pentru o armă nouă pe care s-o contruiască utilizând o nanofabrică.

## Episoade
| Premiera în România | N/o | Titlu român                                | Titlu original               |
| ------------------- | --- | ------------------------------------------ | ---------------------------- |
|                     |     |                                            |                              |
| SEZONUL 1           |     |                                            |                              |
|                     |     |                                            |                              |
| 17.04.2006          | 01  | Dog-Ra                                     | Dog-Ra                       |
| 17.04.2006          | 01  | Război și piese                            | War and Pieces               |
|                     |     |                                            |                              |
| 18.04.2006          | 02  | Fratele                                    | Brother                      |
| 18.04.2006          | 02  | Fii dur                                    | Roughing It                  |
|                     |     |                                            |                              |
| 19.04.2006          | 03  | Vreau jucăria                              | I Want That Toy              |
| 19.04.2006          | 03  | Dulce răzbunare                            | Sweet Revenge                |
|                     |     |                                            |                              |
| 20.04.2006          | 04  | Ziua de curățenie                          | Cleaning Day                 |
| 20.04.2006          | 04  | Constabot                                  | Constabot                    |
|                     |     |                                            |                              |
| 21.04.2006          | 05  | Donnienator-ul                             | The Donnienator              |
| 21.04.2006          | 05  | Halloween                                  | Halloween                    |
|                     |     |                                            |                              |
| 24.04.2006          | 06  | Robotul sâcâitor                           | Teasebots                    |
| 24.04.2006          | 06  | Constantin se ridică                       | Constantine Rising           |
|                     |     |                                            |                              |
| 25.04.2006          | 07  | Monstrul de metal                          | Metal Monster                |
| 25.04.2006          | 07  | Transmisiune din timp                      | Time Transmission            |
|                     |     |                                            |                              |
| 26.04.2006          | 08  | Dragoste de robot                          | Robot Love                   |
| 26.04.2006          | 08  | Fratele Björn                              | Brother Björn                |
|                     |     |                                            |                              |
| 27.04.2006          | 09  | Băiatul care a strigat Kamikazi            | The Boy Who Cried Kamikazi   |
| 27.04.2006          | 09  | Răul de Crăciun                            | Christmas Evil               |
|                     |     |                                            |                              |
| 28.04.2006          | 10  | Pumnul uman pe gheață                      | Human Fist On Ice            |
| 28.04.2006          | 10  | Roboții rebeli                             | Robot Rebels                 |
|                     |     |                                            |                              |
| 01.05.2006          | 11  | Sub apă                                    | Underwater                   |
| 01.05.2006          | 11  | Coșmarul lui Kamikazi                      | Kamikazi Nightmare           |
|                     |     |                                            |                              |
| 02.05.2006          | 12  | Nu te opune                                | Don’t Fight It               |
| 02.05.2006          | 12  | Tatăl lui Kurt                             | Kurt’s Father                |
|                     |     |                                            |                              |
| 03.05.2006          | 13  | Pus pe plâns                               | Crying Time                  |
| 03.05.2006          | 13  | Robot pus pe fugă                          | Runaway Robot                |
|                     |     |                                            |                              |
| 02.10.2006          | 14  | Omul robot                                 | Robotman                     |
| 02.10.2006          | 14  | '                                          | A Tale of Two Evil Geniuses  |
|                     |     |                                            |                              |
| 03.10.2006          | 15  | Ceva despre Stevie                         | Something About Stevie       |
| 03.10.2006          | 15  | Întoarcerea acasă                          | The Homecoming               |
|                     |     |                                            |                              |
| 04.10.2006          | 16  | Haos la grădiniță                          | Kindergarten Chaos           |
| 04.10.2006          | 16  | Fetița robot                               | Robot Girl                   |
|                     |     |                                            |                              |
| 05.10.2006          | 17  | Bambi-Bot                                  | Bambi-Bot                    |
| 05.10.2006          | 17  | Dublu Tommy                                | Double Tommy                 |
|                     |     |                                            |                              |
| 06.10.2006          | 18  | Tommy cu funia                             | Tether Tommy                 |
| 06.10.2006          | 18  | Pregătirea                                 | The Tune Up                  |
|                     |     |                                            |                              |
| 09.10.2006          | 19  | Viață pe raft                              | Shelf-Life                   |
| 09.10.2006          | 19  | Babysitterul                               | The Babysitter               |
|                     |     |                                            |                              |
| 10.10.2006          | 20  | Robotul manciurian                         | The Manchurian Robot         |
| 10.10.2006          | 20  | Din ușă-n ușă                              | Door to Door                 |
|                     |     |                                            |                              |
| 11.10.2006          | 21  | Consultantul                               | The Consultant               |
| 11.10.2006          | 21  | Frenezia felinelor                         | Feline Frenzy                |
|                     |     |                                            |                              |
| 12.10.2006          | 22  | Atacul G-manilor ucigași                   | Attack of the Killer G-Men   |
| 12.10.2006          | 22  | Petrecere dezlănțuită                      | Party Out Of Bounds          |
|                     |     |                                            |                              |
| 13.10.2006          | 23  | Tommy Bucluc                               | Tummy Trouble                |
| 13.10.2006          | 23  | Ziua îndrăgostiților                       | Valentine’s Day              |
|                     |     |                                            |                              |
| 16.10.2006          | 24  | Lupta                                      | Fight                        |
| 16.10.2006          | 24  | Constantine de fier                        | Cast Iron Constantine        |
|                     |     |                                            |                              |
| 17.10.2006          | 25  | Kamispazi                                  | Kamispazi                    |
| 17.10.2006          | 25  | Kami-Cameleonul                            | Kami-Chameleon               |
|                     |     |                                            |                              |
| 18.10.2006          | 26  | Lupta cu Gus                               | Wrestling with Gus           |
| 18.10.2006          | 26  | Clarvăzătorul                              | Soothsayer                   |
|                     |     |                                            |                              |
| SEZONUL 2           |     |                                            |                              |
|                     |     |                                            |                              |
| 07.04.2008          | 27  | Omul de 6 milioane de euro                 | Six Million Euro Man         |
| 08.04.2008          | 27  | Robotul Gus și Mașina-G                    | RoboGus and the G-Machine    |
|                     |     |                                            |                              |
| 09.04.2008          | 28  | Încăierare la fotbal                       | Foot Brawl                   |
| 10.04.2008          | 28  | Robo-televizorul                           | Remote Out of Control        |
|                     |     |                                            |                              |
| 11.04.2008          | 29  | Un părinte de închiriat                    | Hair-A-Parent                |
| 14.04.2008          | 29  | Trezirea lui Clammadon                     | Clammadon Rising             |
|                     |     |                                            |                              |
| 15.04.2008          | 30  | Limbaj nepotrivit                          | Bad Language                 |
| 16.04.2008          | 30  | În copac                                   | Up A Tree                    |
|                     |     |                                            |                              |
| 17.04.2008          | 31  | Parcul de distracții                       | Wunderpark                   |
| 18.04.2008          | 31  | Ciocu' mic! Ești bătrân                    | Zap! You’re Old              |
|                     |     |                                            |                              |
| 21.04.2008          | 32  | Concurentul zero                           | Racer Zero                   |
| 22.04.2008          | 32  | Legenda unui iac isteț                     | The Legend of Brainy Yak     |
|                     |     |                                            |                              |
| 23.04.2008          | 33  | Ce ți-e si cu ranchiuna asta               | Nursing A Grudge             |
| 24.04.2008          | 33  | Lipit de tine                              | Stuck On You                 |
|                     |     |                                            |                              |
| 25.04.2008          | 34  | O petrecere în pijamale                    | The Sleepover                |
| 28.04.2008          | 34  | Care Ro?                                   | Rowho?                       |
|                     |     |                                            |                              |
| 01.05.2008          | 35  | Elicopterul C.H.O.P.                       | C.H.O.P                      |
| 02.05.2008          | 35  | Nimiciți toți roboții                      | Destroy All Robots           |
|                     |     |                                            |                              |
| 05.05.2008          | 36  | Teama de știință                           | Science Fear                 |
| 06.05.2008          | 36  | Automatommy                                | Automatommy                  |
|                     |     |                                            |                              |
| 07.05.2008          | 37  | O vacanță pentru bărbați                   | Mancation                    |
| 08.05.2008          | 37  | Călătorie până în centrul lui Gus          | Journey to the centre of Gus |
|                     |     |                                            |                              |
| 09.05.2008          | 38  | Aglomerație în trafic                      | Traffic Slam                 |
| 12.05.2008          | 38  | Tragedia magiei                            | Tragic Magic                 |
|                     |     |                                            |                              |
| 04.06.2008          | 39  | Ce miros urât                              | Ooh That Smell               |
| 05.06.2008          | 39  | Sminteala din muzeu                        | Museum Madness               |
|                     |     |                                            |                              |
| 09.09.2008          | 40  | Gus și gura lui mare                       | Gus’s Big Mouth              |
| 14.09.2008          | 40  | Mici probleme                              | Small Problems               |
|                     |     |                                            |                              |
| 28.09.2008          | 41  | Vitamine                                   | Vitamin Sucker               |
| 03.11.2008          | 41  | Ogbot                                      | Ogbot                        |
|                     |     |                                            |                              |
| 04.11.2008          | 42  | Robotboy fuge                              | Runaway Robot                |
| 05.11.2008          | 42  | Nu mai crește!                             | Grow-No-Mo!                  |
|                     |     |                                            |                              |
| 06.11.2008          | 43  | Mătușa Gravitației                         | Aunty Gravitee               |
| 06.11.2008          | 43  | Ziua lui Robotboy                          | Cheezy Fun for Everyone      |
|                     |     |                                            |                              |
| 07.11.2008          | 44  | Blestemul lui Truckenstein                 | The Curse of Truckenstein    |
| 07.11.2008          | 44  | Robolimpiada                               | Robolympics                  |
|                     |     |                                            |                              |
| 10.11.2008          | 45  | Imitațiile                                 | Knockoffs                    |
| 10.11.2008          | 45  | Mixtura lui Gus                            | Gus’s Mix                    |
|                     |     |                                            |                              |
| 11.11.2008          | 46  | Cele cincisprezece minute ale lui Robotboy | Robotboy’s Fifteen Minutes   |
| 11.11.2008          | 46  | Vechiul robot de schimb                    | The Old Switcharobot         |
|                     |     |                                            |                              |
| 12.11.2008          | 47  | Eu erou!                                   | I Hero!                      |
| 12.11.2008          | 47  | Gusganii!                                  | Rats!                        |
|                     |     |                                            |                              |
| 13.11.2008          | 48  | Sfârșit de săptămână la fermă              | Udder Madness                |
| 13.11.2008          | 48  | Bonă rea!                                  | Bad Nanny!                   |
|                     |     |                                            |                              |
| 14.11.2008          | 49  | Popice pentru nătângi                      | Bowling For Dummies          |
| 14.11.2008          | 49  | Copil pentru o zi                          | Tween for a Day              |
|                     |     |                                            |                              |
| 17.11.2008          | 50  | Ziua liberă a lui Donnie Bucluc            | Donnie Turnbull’s Day Off    |
| 17.11.2008          | 50  | Robotul maimuță iese la atac               | Robomonkey Shines            |
|                     |     |                                            |                              |
| 18.11.2008          | 51  | Răzbunarea                                 | The Revenge of Protoboy      |
| 18.11.2008          | 51  | Toată lumea o iubește pe bunica            | Everybody Loves Grandma      |
|                     |     |                                            |                              |
| 19.11.2008          | 52  | Întoarcerea lui Robotgirl                  | The Return of Robotgirl      |
| 19.11.2008          | 52  | Băiatul mamei                              | Mama’s boy                   |
|                     |     |                                            |                              |